# Esther Niewerth-Baumann

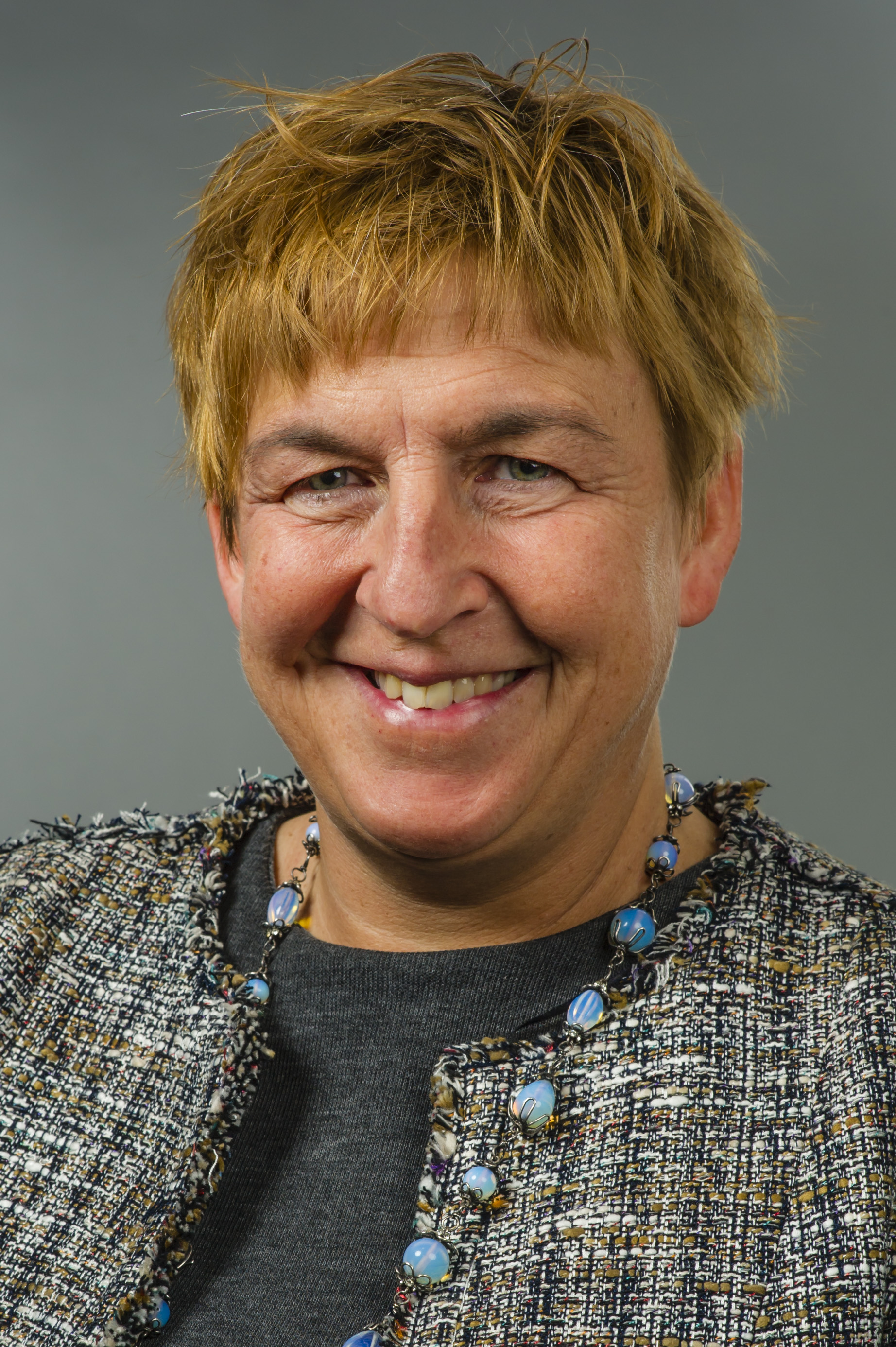
Esther Niewerth-Baumann, 2018

Esther Niewerth-Baumann (* 20. September 1968 in Oldenburg) ist eine deutsche Rechtsanwältin und Politikerin der Christlich Demokratischen Union Deutschlands (CDU). Von November 2017 bis November 2022 war sie Mitglied des Niedersächsischen Landtages.

## Leben
Die Tochter des Juristen und Politikers Heinrich Niewerth studierte Rechtswissenschaften an der Universität Münster. Sie ist als Rechtsanwältin tätig. 
Bei den Landtagswahlen 2013, 2017 und 2022 trat Esther Niewerth-Baumann für die CDU im Landtagswahlkreis Oldenburg-Nord/West an. Zwar unterlag sie jeweils den SPD-Kandidaten, doch gelang ihr 2017 über die Landesliste der Einzug in den Niedersächsischen Landtag. Dort wurde sie zur Sprecherin der CDU-Fraktion für Justizvollzug und Straffälligenhilfe gewählt. Bei der Landtagswahl 2022 verfehlte sie den Wiedereinzug in den Landtag.
Esther Niewerth-Baumann ist verheiratet und hat drei Kinder. Sie ist evangelisch-lutherischer Konfession.